# 緩急車

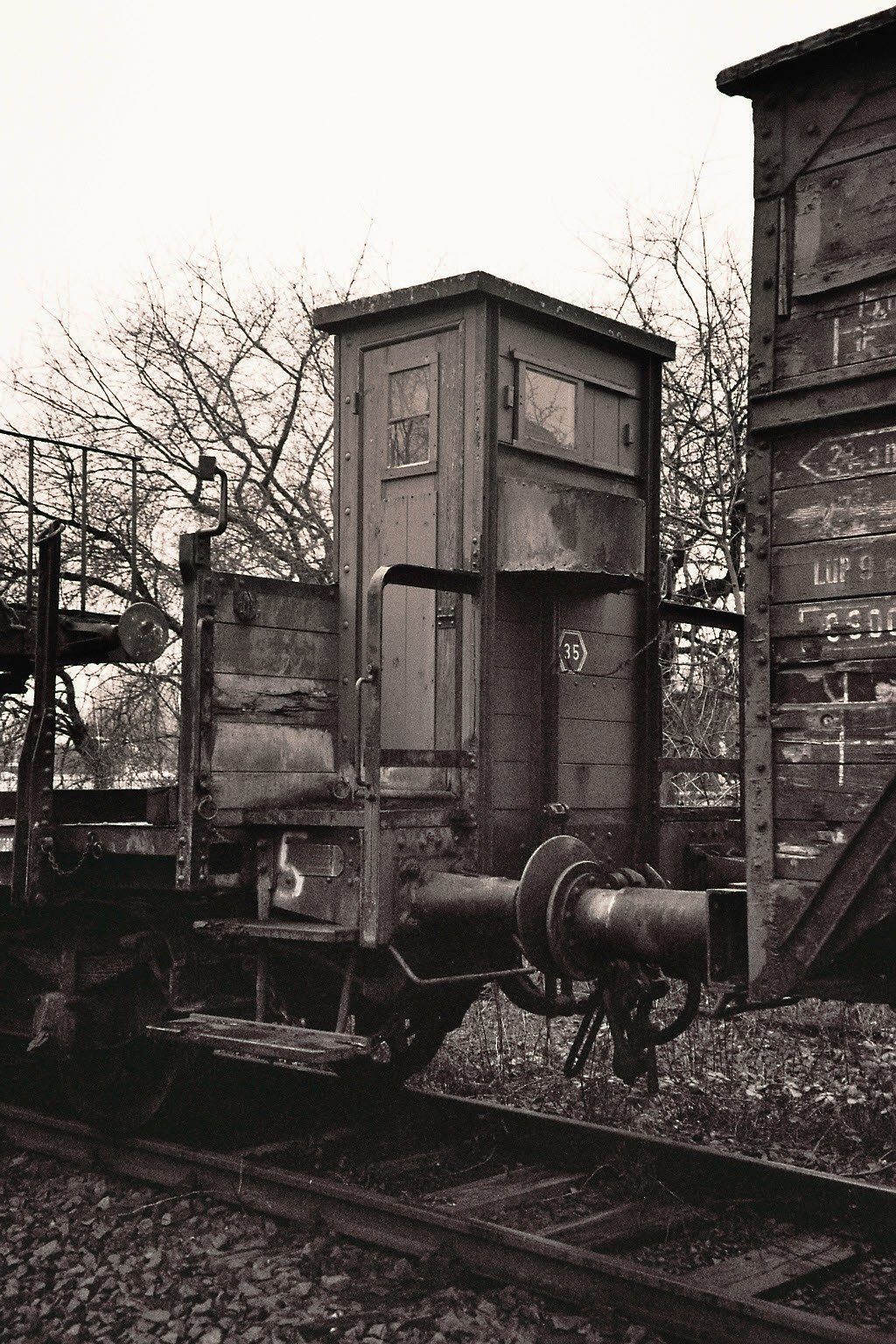
1920年頃のドイツの緩急車（無蓋緩急車）

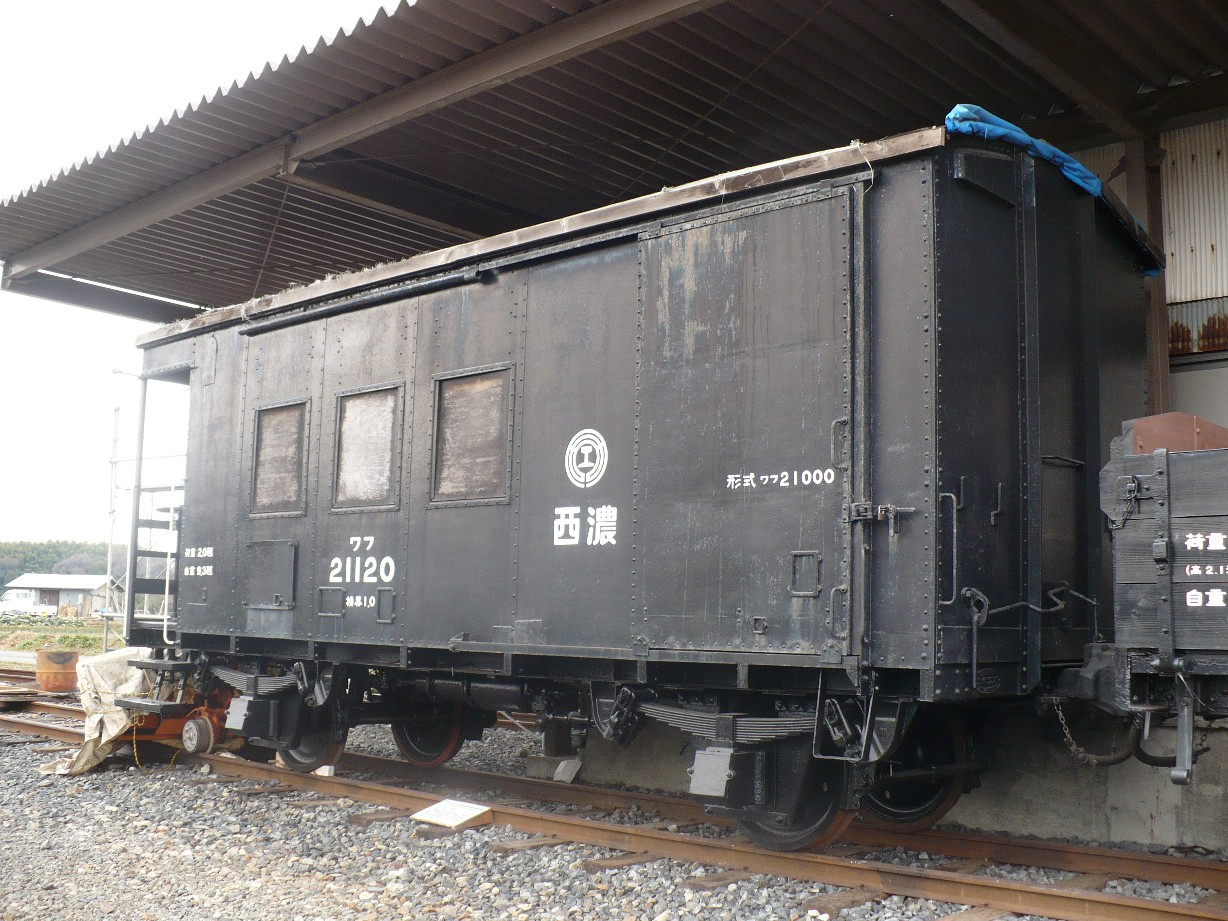
ワフ21000形有蓋緩急車（貨物鉄道博物館）

緩急車（かんきゅうしゃ）は、鉄道車両の一種で、列車にブレーキを掛けるための装置が取り付けられた車両である。貨車の場合、緩急車とは、貨物を搭載する車両に車掌や制動手が乗り込む場所を取り付けてあるものを指し、ブレーキを掛ける装置が取り付けられていても貨物を搭載できない車両は車掌車という。（ただし、国鉄の現場においては、これも含めて緩急車と呼ばれることが多かった。）  客車の緩急車とは、車掌室を有し、手ブレーキと車掌弁がある車両のことである。
なお、日本の鉄道では慣習として、同様の設備を有していても展望車、郵便車、荷物車、事業用車にはこの名称は用いない。日本の事例を参照されたい。

## 概要
初期の鉄道には貫通ブレーキが装備されておらず、現代の鉄道のように運転士の操作ひとつで列車全体にブレーキを掛けることができなかった。機関車と、車掌や制動手（ブレーキマン、ブレーキを掛ける係員）が乗務している少数の車両にのみブレーキが取り付けられており、機関士が警笛で合図することで、乗務員が手作業でブレーキを掛けていた。この車掌や制動手が乗ってブレーキを掛ける車両が、もともとの意味の緩急車である。
旅客列車では、客車の一部に制動手が乗り込むスペースを設け、そこにブレーキを操作する装置を取り付けていた。貨物列車では、有蓋車や無蓋車などの貨車に制動手席を取り付けて用いていた。有蓋車に制動手席が付くと有蓋緩急車、無蓋車に制動手席が付くと無蓋緩急車と呼ぶ。初期の貨物列車の緩急車は吹きさらしの制動手席が付いているだけのもので、悪天候時には厳しい条件で作業を行うきつく危険な仕事であった。やがて制動手が乗り込む部屋が用意されるようになった。
緩急車は貨物列車の最後部に連結されていることが多かった。この場合、事故発生時の後部での列車防護の役割も果たす。
貫通ブレーキが装備されて、運転士の操作だけで列車の全車両に同時にブレーキを掛けることができるようになると、制動手が乗り込んでブレーキを操作する必要性はなくなった。しかし、車掌が走行中の列車を監視して、車両の破損、荷崩れ、連結が外れるなどの異常事態を発見した際に緊急に列車を止めるために、引き続き車掌が乗り込むスペースにはブレーキ弁（車掌弁）や手ブレーキが装備された。このため、貫通ブレーキの装備以降では、車掌が乗り込むスペースが取り付けられた車両のことを緩急車と呼ぶようになった。
車掌車のことをアメリカ英語ではcabooseというが、イギリス英語ではbrake vanといい、これは緩急車のことである。ドイツ語でも車掌車に相当する言葉はBremserhäuschenであり、これはbrakeman houseの意味である。日本（国鉄）では、車掌の乗務スペースを備えた客車・貨車を緩急車、車掌の乗務専用で旅客や貨物を搭載できない車両を車掌車、という区別としている。ただし一般には、車掌車も緩急車と呼んでいる場合もある。

## 歴史

### イギリス
イギリスでは、最初の鉄道が開業した時には機関車にのみブレーキを備えており、後に列車の高速化、長編成化を許容するために緩急車が登場した。例えばグレート・ウェスタン鉄道では1852年に最初の緩急車が製作され、全ての貨物列車は1両または2両の緩急車を連結するように規定が設けられた。
イギリスの鉄道では貫通ブレーキの装備が遅れ、長く緩急車の連結が続けられた。1970年代になってもまだ貫通ブレーキのない列車が広く見られ、1980年代に入ってようやくほぼ貫通ブレーキの装備が完了した。貫通ブレーキが装備された列車では緩急車の連結義務は廃止され、車掌は機関車の後ろ側の運転席に乗務して列車監視の仕事をするようになった。しかし2008年現在でも、稀にではあるが緩急車が見られることもある。

### ドイツ
ドイツでは、吹きさらしの緩急車が1880年頃まで、客車に制動手室を設けたものは1910年頃まで、貨車に設けたものは1950年頃まで製造された。イギリスより貫通ブレーキの普及は早く、急行列車では19世紀末、各駅停車でも20世紀はじめには装備され、貨物列車でも1925年までには装備された。緩急車は1970年代まで、特にイタリアから乗り入れてくる列車を中心に見られた。

### アメリカ

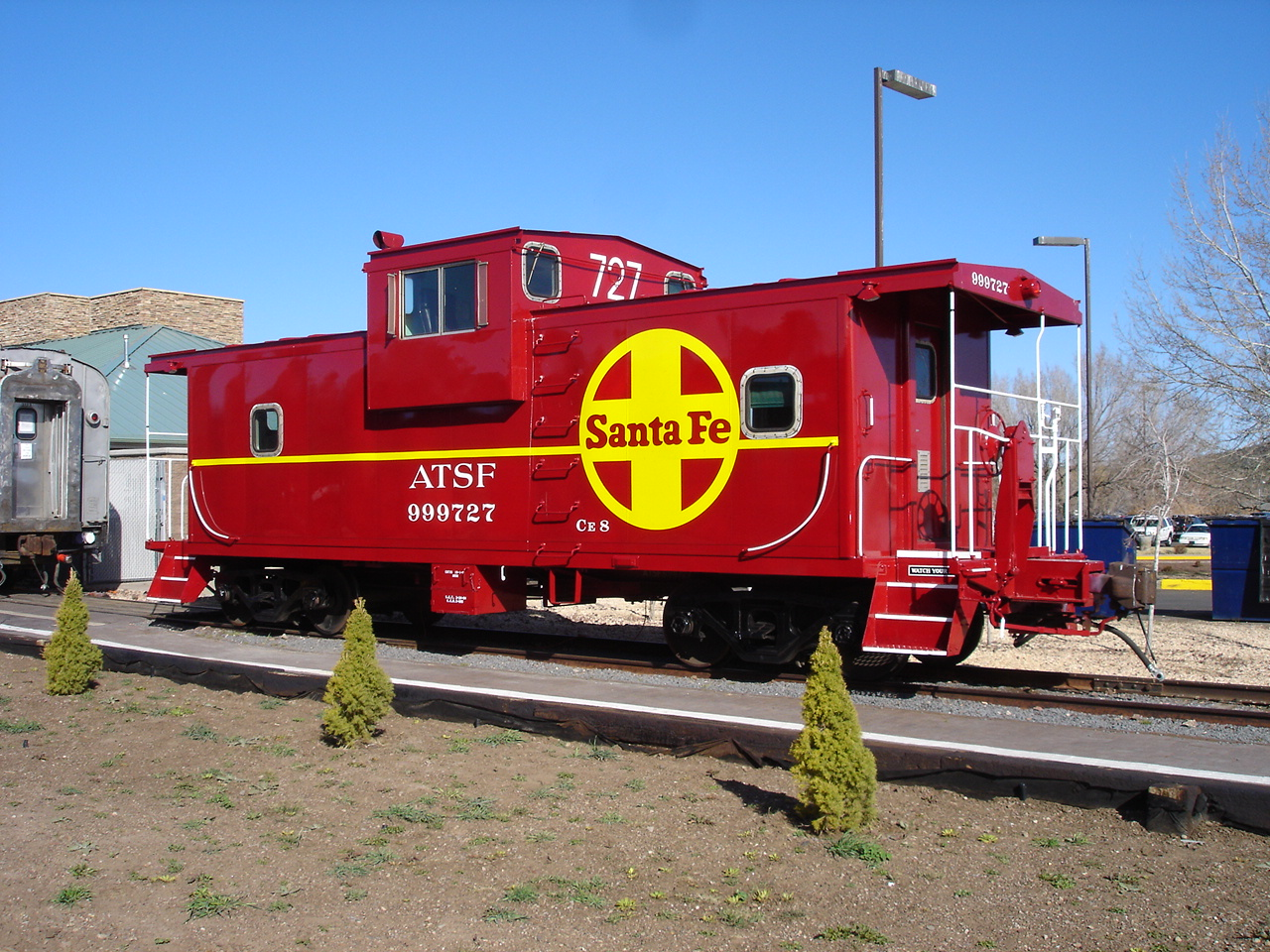
アメリカのカブース

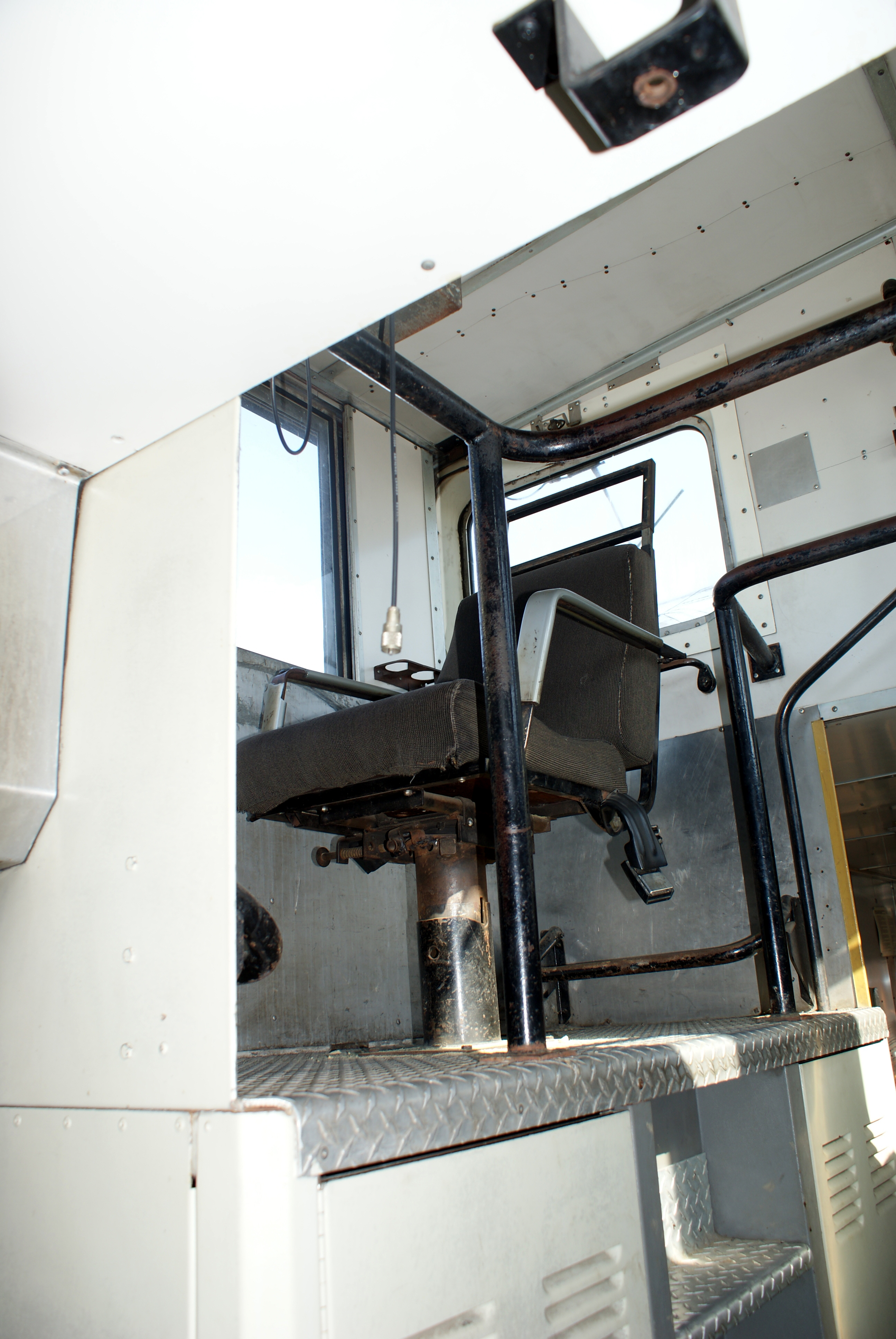
カブース内の監視室

アメリカ合衆国では車掌車・緩急車のことをカブース（caboose）という。これはcabという言葉とhouseという言葉が合成されてできた言葉であるという説と、オランダ語で「船楼」を意味するkabiusから来たという説がある。屋根の上にキューポラと呼ばれる突き出した部分を作り、そこに監視窓が備えられているのが特徴的である。これは、1860年代初めにシカゴ・アンド・ノース・ウェスタン鉄道の車掌が発案したものが広まったもので、ここに座って列車の前方監視ができるようになっていた。また側面にベイ・ウィンドウ (bay window) と呼ばれる出窓を持った構造のものや、デッキが広く平屋のトランスファー・カブース(transfer caboose)と呼ばれるものもあった。アメリカの鉄道は長大で、貨物列車の所要時間が極めて長かったことから、カブース内には台所やトイレ、ベッドなどが備え付けられており、複数の車掌が乗り込んで生活しながら交代で職務を行えるようになっていた。貫通ブレーキ導入後も、1980年代まで法的にカブースの連結義務があったが、列車の末尾を示す赤い灯火（FRED）を貨車末尾に取り付けることで連結は廃止された。ただし、ごく一部の鉄道路線では、稀に、カブースを連結した貨物列車が運転されることもある。

### 日本
日本では、1887年度（明治20年度）末の時点で、貨車に制動手室を取り付けた貨物緩急車と呼ばれていたものが28両在籍していたという記録がある。その後、ブレーキを取り付けた車両の比率が高められ、1905年度（明治38年度）末の時点で758両、全貨車の9%が緩急車となった。
一方客車については、1878年度（明治11年）に下等緩急合造車8両、荷物緩急車17両が在籍していたとされる。以後客車の緩急車はもっぱら合造車であり、国鉄客車の車両形式の規定に基づいて記号が付与されている。
1897年（明治30年）11月に初めて貨車に車種記号が定められ、緩急車の記号はブレーキの「ブ」となった。貨物緩急車は「カブ」となっている。1911年（明治44年）には、鉄道国有化を受けた称号規程が制定され、濁点が取れて「フ」が緩急車の記号となった。この場合、「フ」は記号の末尾に付される（ハフ、ワフなど）が、車掌室がなく手ブレーキのみを備えた車両もあり、この場合は記号の先頭に付された（フハ、フワなど）。
特殊な緩急車として、1901年（明治34年）にピブ1形歯車付緩急車が登場した。信越本線横川 - 軽井沢間の碓氷峠には急勾配区間があり、これを克服するためにレールの間に歯形のレール（ラックレール）を敷設し、車両側に備えた歯車を噛み合わせて登るラック式鉄道（アプト式）となっていた。このため、緩急車も通常の車輪に加えて歯車を備えてそれにもブレーキを掛ける特殊な車両が求められ、歯車付緩急車が使われるようになった。歯車付緩急車の記号「ピ」はピニオン（歯車）のピで、これに緩急車を意味するブを組み合わせている。1911年の称号規定改正では「ピフ」になり、1928年の称号規定改正では「ピ」となった。しかし貫通ブレーキの装備進展に伴い歯車付緩急車は1931年（昭和6年）までに全て消滅し、暖房車に転用された。
日本では、大正時代から空気ブレーキの装備が進められ、1930年（昭和5年）から全ての貨物列車の空気ブレーキ運転が始められた。この時点ではまだブレーキシリンダーの装備が終わっていない貨車も存在していたが、1933年（昭和8年）までに取り付けが完了した。これにより貫通ブレーキの使用ができるようになり、緩急車は車掌弁を備えた車掌室を取り付けた貨車として使われるようになった。
日本で初めての車掌車（貨物を搭載しない車両）は、小口貨物輸送の強化に伴って荷扱車掌を乗務させる必要が出たために1926年（大正15年）から二軸客車の改造によって製作されたヨフ6000形、ヨフ7000形であった。当初は「フ」の上に車掌車を示す記号として「ヨ」が加えられ「ヨフ」であったが、1928年の称号規程改正により「ヨ」に改められ、これが現在まで用いられている。一方、合造の緩急車を示す「フ」は従来のまま末尾記号として使用された。
緩急車および車掌車は、戦後も貨物列車に車掌を乗務させ続けたために引き続き製作された。しかし、1985年3月14日国鉄ダイヤ改正から貨物列車における緩急車・車掌車の連結は原則廃止された。概要で述べたように車掌の重要な職務である、事故が起きた場合などの後方防護が、列車防護無線装置の発達で代行できるようになったためである。現在では特殊な例を除いて連結されることはない。
客車においても、車掌が乗り込むスペースと車掌弁を備えた車両は緩急車と称して記号「フ」を付けており、例えば24系（24形）では、基本のB寝台車がオハネ24形であるのに対して、車掌室を備えた車両はオハネフ24形である。客車列車においては、最後尾にかならず緩急車またはそれ以外のブレーキ装置を連結する。